# 岐南町立西小学校
岐南町立西小学校（ぎなんちょうりつ にししょうがっこう）は、岐阜県羽島郡岐南町みやまち四丁目にある公立小学校。

## 通学区域
- 通学区域はみやまち1-4丁目、下印食1-5丁目、徳田1-9丁目、徳田の一部、徳田西1-4丁目、石原瀬1・2丁目、薬師寺1-9丁目である[1]。公立中学校の進学先は岐南町立岐南中学校である。

## 沿革
- 1873年（明治6年） - 羽栗郡下印食村、上印食村などが共同で貫成舎（貫成小学義校）を開設する。
- 1873年（明治6年） - 羽栗郡徳田村、薬師寺村が共同で主敬舎を開設する。
- 1875年（明治8年） - 主敬舎が育英義校（現笠松町立笠松小学校）に吸収される。
- 1882年（明治15年） - 貫成舎が印食小学校に改称する。
- 1891年（明治24年）
  - 5月15日 - 校舎を新築する。
  - 10月28日 - 濃尾地震で校舎が全壊。
  - 12月 - 民家を仮校舎とし、授業を再開。
- 1892年（明治25年）4月18日 - 校舎を再建。
- 1897年（明治30年）- 4月1日 - 下印食村、徳田村、上印食村、薬師寺村が合併、八剣村となる。印食小学校は八剣尋常小学校に改称され、八剣村全域が校区となる。
- 1901年（明治34年）5月22日 - 下印食字堂前1685-2[注釈 1]に校舎を新築し、移転。
- 1902年（明治35年）10月17日 - 旧校舎（1897年完成）を移築。
- 1903年（明治36年） - 八剣農業補習学校を併設する。
- 1917年（大正6年） - 八剣尋常高等小学校に改称される。
- 1919年（大正8年） - 八剣裁縫学校を併設する。
- 1920年（大正9年） - 八剣裁縫学校は八剣農業補習学校に吸収される。
- 1922年（大正11年） - 八剣農業補習学校の裁縫部が休止される。
- 1924年（大正13年）4月25日 - 徳田宮南に校舎を新築し、移転する。
- 1925年（大正14年）2月28日 - 旧校舎（1901年完成）を移築。
- 1928年（昭和3年） - 八剣裁縫学校が八剣農業補習学校女子部として復活する（1930年休止）。
- 1935年（昭和10年） - 農業青年学校を併設する。
- 1941年（昭和16年）4月1日 - 八剣国民学校に改称する。
- 1947年（昭和22年）4月1日 - 八剣村立八剣小学校に改称する。4教室を八剣村立八剣中学校の校舎とする（1948年まで）。
- 1956年（昭和31年）
  - 4月 - 現在地に新校舎（木造）が完成。
  - 9月26日 - 上羽栗村と八剣村が合併し、岐南村となる。これにともない、岐南村立八剣小学校に改称する[注釈 2]
  - 10月1日 - 岐南村が町制施行し、岐南町となる。同時に岐南町立八剣小学校に改称する[2]。
- 1957年（昭和32年）4月1日 - 岐南町立西小学校に改称する[3]。
- 1967年（昭和42年）8月31日 - 新校舎（鉄筋コンクリート造）が完成。
- 1970年（昭和45年）5月30日 - 校舎を増築。校歌制定。
- 1976年（昭和51年）3月 - 校舎を増築。
- 1977年（昭和52年）3月30日 - 屋内運動場が完成。
- 1979年（昭和54年） - プール完成。
- 1982年（昭和57年）4月 - 岐南町立北小学校が開校する。西小学校の校区のうち、現在の上印食、八剣、八剣北、平成を北小学校の校区に分離する

## 交通機関
- 名古屋鉄道名古屋本線岐南駅から、
  - 徒歩約635m・約10分（最短ルート移動した場合）。
  - 岐南町コミュニティタクシー（予約制乗合タクシー）で、「西町民センター」停留所下車後、徒歩約360m・約6分（直線距離は近いが、道路の関係で距離が延びる）。

## 学校周辺
- 西町民センター - 同一敷地内
- 八剣神社 - 敷地が隣接
- 社会福祉法人豊誠会岐南さくら保育園
- 国道21号岐大バイパス
- JR東海道本線 - ただし、学校付近に駅は無い。
- 厚八運動場（旧・岐阜市岐南町組合立厚八中学校）跡地）
- 大松美術館 （2009年3月29日に閉館）